# Kozhuun

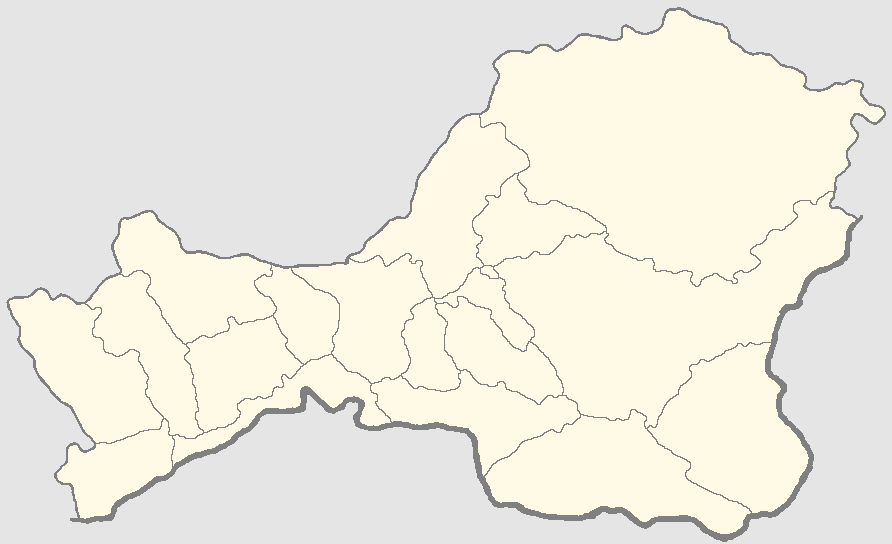
Kozhuun

Kozhuun (tiếng Tuva: кожуун) là thuật ngữ tiếng Tuva dùng để chỉ một đơn vị hành chính phong kiến lịch sử, được biết đến như là một kỳ.
Thuật ngữ Kozhuun hiện tại được sử dụng để chỉ một đơn vị hành chính của Cộng hòa Tuva, Nga. Một chủ thể liên bang điển hình của Nga được chia thành các raion. Kozhuun là tên dân tộc cho một raion, chỉ được sử dụng ở Tuva.
Trong lịch sử Tuva có chín kozhuun. Mỗi kozhuun được chia thành các sumus. Các sumus lại được chia thành các arbans.

## Danh sách kozhuun trong lịch sử
1. Tozhu
2. Salchak
3. Oyunnar
4. Khemchik
5. Khaasuut
6. Shalyk
7. Nibazy
8. Daa-van và Choodu
9. Beezi